# Bandiere del Missouri
La Bandiera della Guardia dello Stato del Missouri ed altre Bandiere nel periodo della secessione.

## Storia
Come il Kentucky, lo Stato del Missouri era fortemente diviso sul problema della secessione nel 1861. I Missouriani della parte schiavista dello Stato, guidati dal Governatore Claiborne F. Jackson, erano favorevoli alla secessione, mentre i “quarantottisti” tedeschi dislocati a St. Louis e nella parte nordorientale dello Stato, detestavano la schiavitù e si opponevano alla secessione. 
Nel febbraio 1861 i secessionisti della valle del fiume Missouri nella parte nordorientale dello Stato attraversarono il fiume verso il Territorio del Nebraska ed issarono una Bandiera con Palmetto portante il motto "Southern Rights " su Old Fort Kearney, l'accampamento federale sul Missouri occupato fra il 1848 ed il 1849, da non confondersi con il Fort Kearney sul fiume Platte. Evidentemente le bandiere “secessioniste con il Palmetto in onore della secessione della Carolina del Sud dall'Unione nel dicembre del 1860 erano popolari fra i simpatizzanti della secessione del Missouri all'inizio del 1861. Un'altra bandiera, catturata nei pressi di Booneville (Missouri) il 16 giugno 1861, aveva un campo bianco bordato di rosso con un Palmetto al centro e sopra il motto "Constitutional Rights."
Nonostante la presenza occasionale di queste insegne "secessioniste" nello Stato nella prima metà del 1861, la milizia del Missouri che il Governatore Jackson aveva chiamato in servizio di Stato preferivano bandiere che portassero lo stemma dello Stato. Una delle bandiere, quella della "Guardia del Missouri", catturata quando la milizia del Missouri fu accerchiata e costretta ad arrendersi dalla "home guard" federale a St. Louis il 10 maggio, portava lo stemma di Stato incoronato di quercia ed alloro, sormontato dall'aquila federale e contornato da ambo i lati da rappresentazioni di Bandiere degli Stati Uniti, il tutto su di un campo bianco frangiato in oro. Un'altra Bandiera della milizia del Missouri, quella del "2° Milizia del Missouri", che portava lo stemma di Stato su un lato e uno studio di tigri in riposo col motto "Beware" (Attento) sull'altro lato, fu trafugata da Camp Jackson da Mary Bowen, che più tardi la consegnò, con iscrizioni appropriatamente modificate, al reggimento Volontari Confederati di suo marito, il 1º Fanteria del Missouri.
Il risalto prebellico dato allo stemma dello Stato sulle Bandiere della milizia del Missouri si riflette nella Bandiera adottata dalla Guardia di Stato del Missouri, orientata alla Confederazione, poco dopo l'inizio della sua formazione, ai primi di giugno del 1861. Il 5 giugno 1861 il Maggior Generale Sterling Price, Comandante della Guardia di Stato del Missouri, disponeva che "Ogni reggimento adotterà la Bandiera di Stato, fatta di lana merinos azzurra, 6 piedi per 5 piedi, con lo stemma del Missouri in oro su ambedue i lati. Ogni compagnia a cavallo avrà un guidone, che sarà di lana merinos bianca, 3 piedi per 2 1/2 piedi, con le lettere M.S.G. dorate su ambo i lati." Non sono note Bandiere sopravvissute conformi a questi ordini. Cionondimeno, dai resoconti degli scontri in Missouri nel 1861, è chiaramente evidente che Bandiere conformi a questo modello o sue varianti furono in servizio con le forze Confederate.
In effetti lo stesso Generale Price usò una Bandiera che era una variante della Bandiera di Stato. Secondo una relazione che descrive il Quartier Generale di Price: "La Bandiera di Stato del Missouri sventolava sul comando del Generale; essa è emblematica del nostro stemma, ma esibisce solo una parte della Bandiera; infatti lo scudo con gli orsi ai lati, rampanti e vigilanti, in termini araldici, non è rappresentato, e forse non sarebbe appropriato, eppure vi sono la stella sorgente su fondo azzurro e qualche altra cosa, non distintamente visibile." Anche altre varianti furono in uso in quello Stato nel 1861.
A Booneville, Missouri il 17 giugno 1861, un testimone oculare indicava che tre delle quattro Bandiere portate dalla Guardia di Stato del Missouri incorporavano lo stemma di Stato. Thomas W. Knox, che accompagnava le forze dell'Unione, diede un resoconto molto dettagliato delle Bandiere, notando che le "Bandiere catturate in questa occasione erano un'eccellente illustrazione della politica dei capi secessionisti. C'era una Bandiera dei ribelli con lo stemma dello Stato del Missouri che riempiva il campo; c'era una Bandiera di Stato, con solo quindici stelle intorno allo stemma. C'era una Bandiera dei ribelli con lo stemma di Stato al centro e ce n'era una di modello regolare."
Due settimane dopo presso Carthage (Missouri), i volontari unionisti “Olandesi” del Brigadier Generale Franz Sigel combatterono contro le forze in ritirata della Guardia di Stato del Missouri. Il Fort Scott Democrat più tardi dava notizia dello scontro e indicava che: "I ribelli avevano tre Bandiere, una dello Stato del Missouri, che era intatta, e due Bandiere secessioniste, che furono abbattute due volte e non più issate." Queste potevano essere le stesse Bandiere portate in azione dalla Guardia di Stato del Missouri durante il loro riuscito assedio di Carthage, Missouri il 20 settembre 1861. Dopo che la guarnigione unionista di quella città si fu arresa, un corrispondente del Democratic Herald scrisse: "Alle sei pomeridiane le "stars and stripes" furono ammainate e la Bandiera azzurra dello Stato e le Bandiere Confederate furono issate sull'edificio del Collegio, e tremilacinquecento soldati federali sfilarono deponendo le loro armi."
Dalle prove presentate si può facilmente concludere che le unità della Guardia di Stato del Missouri che combatterono nella loro madrepatria nel 1861 sembra abbiano portato un miscuglio di Bandiere di Stato azzurre conformi agli ordini del loro Generale, loro varianti, o Bandiere Nazionali Confederate del 1° modello, decorate in parte con lo stemma del Missouri o prive di ogni riferimento al Missouri. Le Bandiere da loro utilizzate uguagliavano quelle portate dalle forze dei governi degli Stati Confederati che si unirono alla Guardia di Stato del Missouri nella battaglia di Wilson's Creek nell'agosto 1861.